# Ligota Książęca (Rudnik)

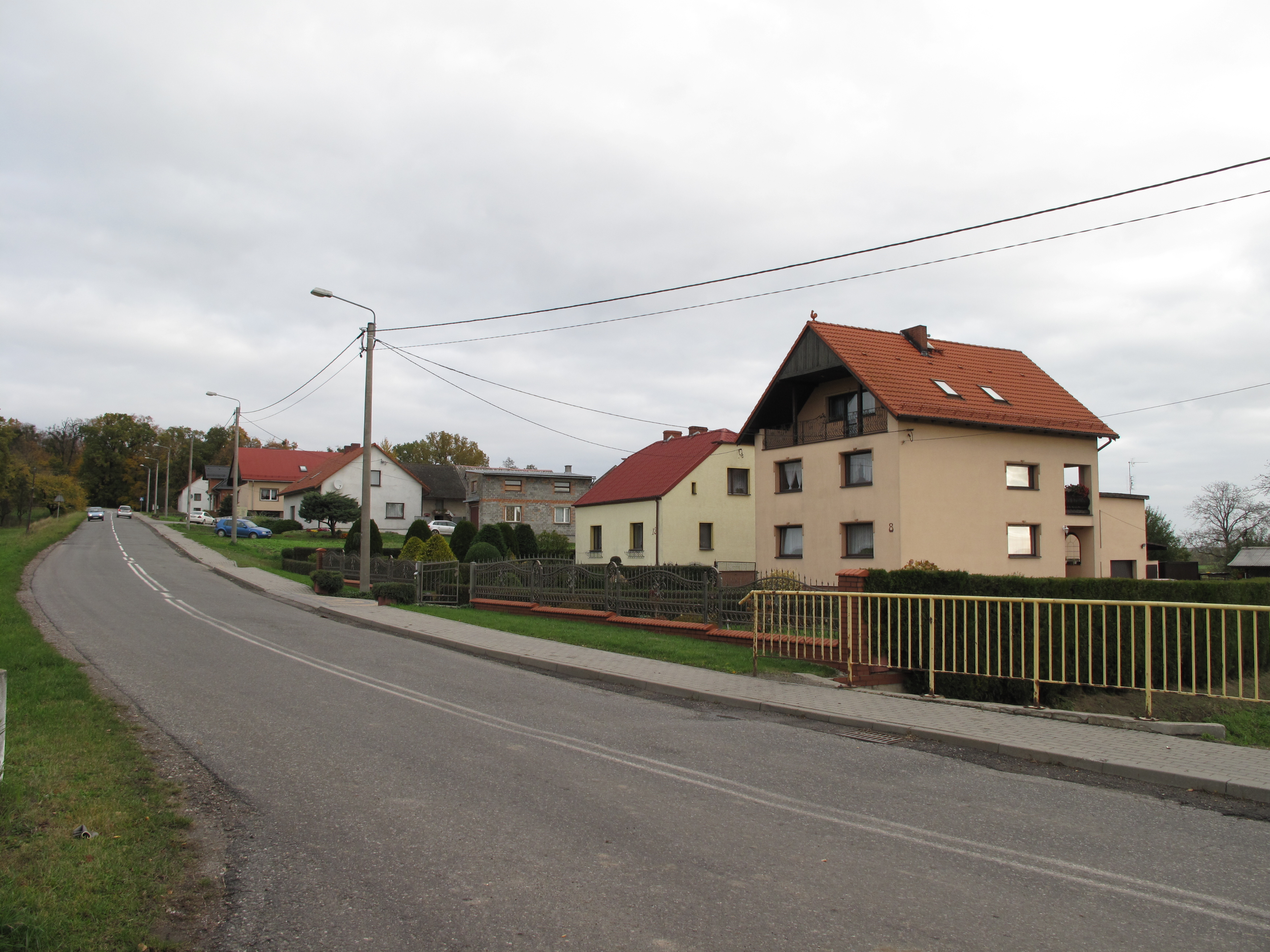
Ortsbild

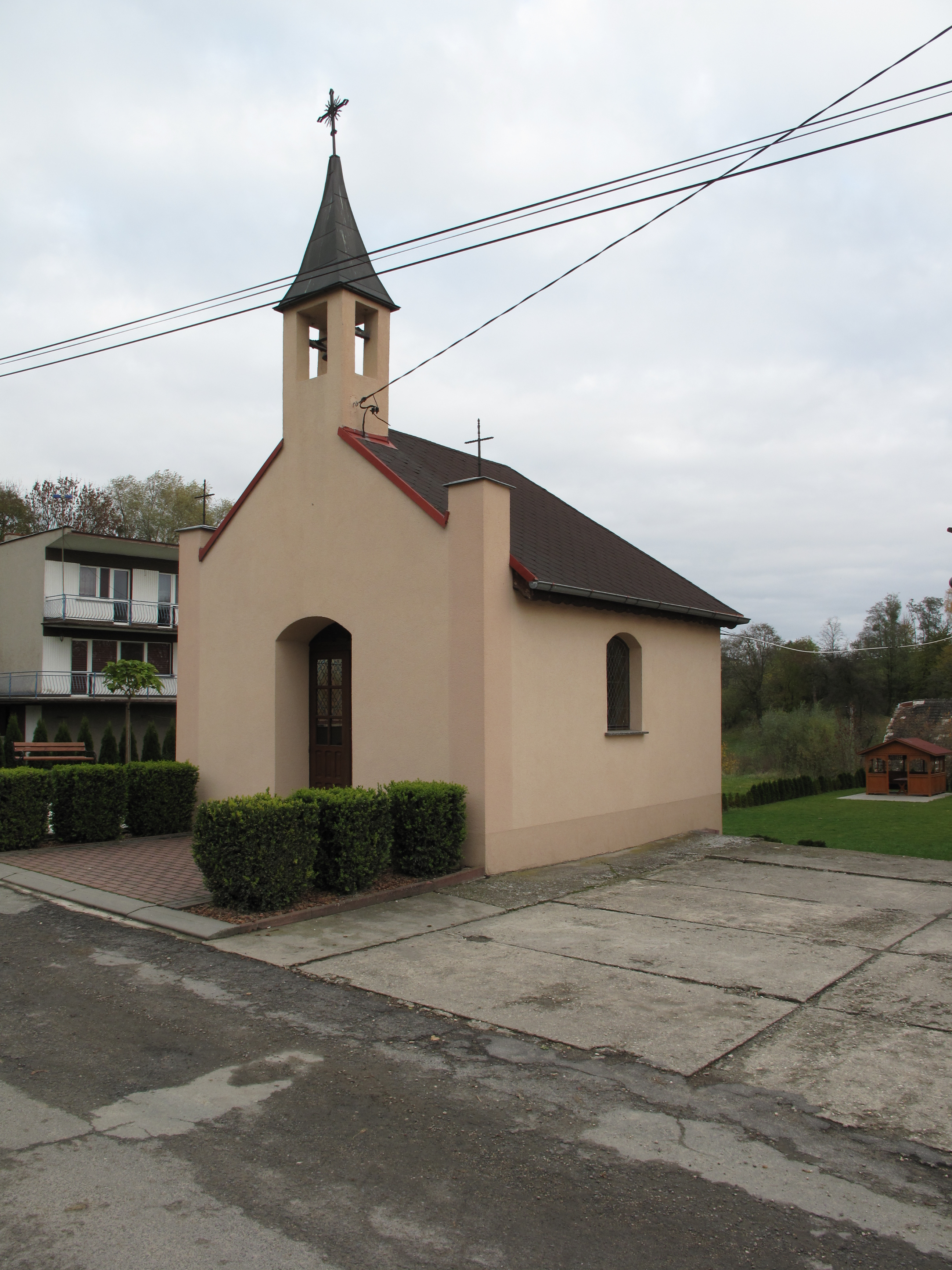
Wegkapelle

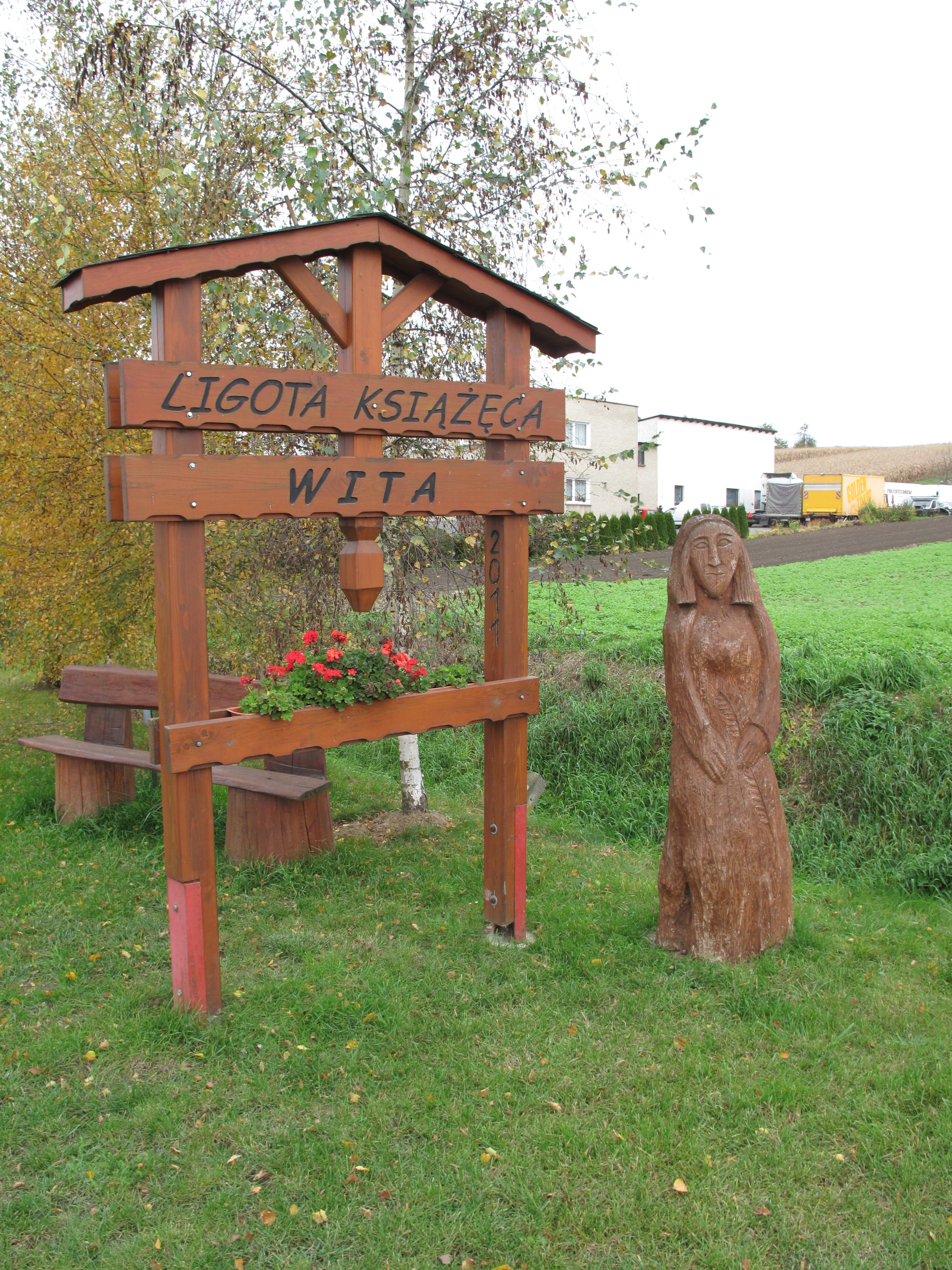
Willkommenstafel

Ligota Książęca (deutsch Herzoglich Ellguth) ist ein Ort in der Landgemeinde Rudnik im Powiat Raciborski der Woiwodschaft Schlesien in Polen.

## Geografie
Ligota Książęca liegt fünf Kilometer nordöstlich von Rudnik, acht Kilometer nördlich von Racibórz (Ratibor) und 56 Kilometer westlich von Katowice.

## Geschichte
Der Ort entstand spätestens im 13. Jahrhundert. Der Ortsname Ellguth bezeichnete Orte, die in einem befristeten Zeitraum von der Zahlung von Abgaben und den Frondiensten befreit waren. Am 3. Februar 1337 wurde das Dorf durch die Dominikanerinnen des Heilig-Geist-Klosters in Ratibor durch Schenkung erworben und blieb über Jahrhunderte in deren Besitz.
„Ellgut“ wurde 1784 in den Beyträge(n) zur Beschreibung von Schlesien erwähnt, gehörte dem Nonnenkloster zu Ratibor und lag im Fürstentum Ratibor. Damals hatte Ellgut 66 Einwohner, zehn Bauern und zwei Häusler. Mit der Säkularisation in Preußen 1810 verloren die Dominikanerinnen Ellguth als ihren Besitz und das Kloster wurde aufgelöst, der Ort kam 1811 in den Besitz der Herrschaft Ratibor, was ihr den Namenszusatz „Herzoglich“ verlieh. 1865 hatte Herzoglich Ellgoth sieben Bauernhöfe, zwei Dreiviertelbauern, zwei Halbbauern und vier Häuslerstellen, sowie einen Schmied. Die Schule befand sich in Lubowitz.
Bei der Volksabstimmung in Oberschlesien am 20. März 1921 stimmten vor Ort 29 Wahlberechtigte für einen Verbleib Oberschlesiens bei Deutschland und 89 für eine Zugehörigkeit zu Polen. Herzoglich Ellguth verblieb nach der Teilung Oberschlesiens beim Deutschen Reich. Bis Kriegsende 1945 befand sich der Ort im Landkreis Ratibor.
Als Folge des Zweiten Weltkriegs fiel Ellguth 1945 mit dem größten Teil Schlesiens an Polen. Nachfolgend wurde es in Ligota Książęca umbenannt und der Woiwodschaft Schlesien angeschlossen. 1950 wurde es der Woiwodschaft Opole eingegliedert und gehörte von 1975 bis 1998 zur Woiwodschaft Katowice (Kattowitz). Seit 1999 gehört es zum wiedergegründeten Powiat Raciborski.

## Sehenswürdigkeiten
- Wegkapelle